# Bronisław Syzdek
Bronisław Syzdek (ur. 17 lipca 1922 w Bączalu Górnym, zm. 13 października 2001 w Warszawie) – polski historyk czasów najnowszych, doktor nauk humanistycznych w zakresie historii, pisarz i publicysta, wykładowca akademicki, społecznik, działacz PZPR, kierownik Centralnego Archiwum KC PZPR w latach 1981-1990.

## Życiorys

### Rodzina
Urodził się w Bączalu Górnym na Podkarpaciu w związanej z ruchem komunistycznym rodzinie chłopskiej jako najstarszy syn Władysława (1894–1983) i Bronisławy z domu Filar (1899–1958). Ojciec brał udział w rewolucji październikowej w guberni charkowskiej. Rodzice przed wojną należeli do KPP i Stronnictwa Ludowego, a w czasie okupacji niemieckiej działali w konspiracyjnej PPR. W ich domu 8 września 1943 powołano Komitet Okręgowy PPR na powiaty jasielski, gorlicki i krośnieński. Podczas wojny udzielali schronienia oraz opiekowali się rannymi partyzantami GL, AL i radzieckimi. W 1944 aktywnie włączyli się w tworzenie rad narodowych (gminnej i powiatowej) oraz przeprowadzenie reformy rolnej. Jego bracia Stanisław i Mieczysław byli funkcjonariuszami aparatu bezpieczeństwa. Przez krótki okres w UB pracowała także siostra Władysława, która w czasie wojny należała do PPR i AL.

### Młodość
Ukończył szkołę powszechną w Bączalu Dolnym, a później uczył się w jasielskim gimnazjum (obecnie I LO). Od 1937 roku był działaczem Związku Młodzieży Wiejskiej. Od czerwca 1941 do maja 1945 był robotnikiem przymusowym w Gschwendt w Austrii. Po powrocie działał w nowo zorganizowanych strukturach Związku Młodzieży Wiejskiej RP „Wici”, w 1945 roku wstąpił do Polskiej Partii Robotniczej.

### Kariera
W latach 1945–1947 był pełnomocnikiem powiatowym Wojewódzkiego Urzędu Kontroli Prasy w Jaśle, gdzie następnie pracował w Komitecie Powiatowym PPR, później w Komitecie Wojewódzkim PPR i PZPR w Rzeszowie. W 1950 roku ukończył Centralną Szkołę Partyjną w Łodzi. Następnie pracował w Wydziale Ekonomicznym, potem w Wydziale Organizacyjnym KC PZPR w Warszawie. W latach 1953–1957 studiował w Instytucie Nauk Społecznych przy KC PZPR, a w latach 1958-1960 był kierownikiem referatu historii partii w KW PZPR w Warszawie. W latach 1960–1970 pracował w Zakładzie Historii Partii przy KC PZPR, w latach 1971 – 1981 był zastępcą kierownika Ośrodka Kursów Partyjnych w Warszawie. W 1981 zastąpił Janusza Durko na stanowisku kierownika Centralnego Archiwum KC PZPR. Stanowisko to piastował aż do rozwiązania jednostki w 1990 roku. Dodatkowo od 1974 aż do przejścia na emeryturę wykładał historię na Wojskowej Akademii Politycznej w Warszawie. W latach 1981–1983 był członkiem Komisji KC PZPR powołanej dla wyjaśnienia przyczyn i przebiegu konfliktów społecznych w dziejach Polski Ludowej. W październiku 1981 powołany przez Plenum Komitetu Centralnego PZPR w skład Zespołu dla przygotowania naukowej syntezy dziejów polskiego ruchu robotniczego. Od czerwca 1985 był członkiem Komitetu Redakcyjnego dla opracowania "Pism zebranych" Władysława Gomułki. W grudniu 1985 wszedł w skład Zespołu do przygotowania projektu "Programu PZPR" na X Zjazd PZPR, który odbył się w lipcu 1986. 
Doktoryzował się na Wojskowej Akademii Politycznej im. Feliksa Dzierżyńskiego i 15 kwietnia 1972 obronił pracę doktorską pt. "Polska Partia Socjalistyczna w latach 1944–1946" napisaną pod kierunkiem prof. Henryka Jabłońskiego. Jako autor specjalizował się w tematyce komunistycznej i okresie PRL. Pisał liczne publikacje i felietony m.in. do „Trybuny”. Autor haseł w Słowniku biograficznym działaczy polskiego ruchu robotniczego. Laureat licznych nagród i odznaczeń państwowych. 28 listopada 1988 wszedł w skład Honorowego Komitetu Obchodów 40-lecia Kongresu Zjednoczeniowego PPR – PPS – powstania PZPR.

### Życie prywatne
Jego żoną była lewicowa historyk i publicystka Eleonora Salwa-Syzdek. Pochowany jest na cmentarzu ewangelicko-augsburskim w Warszawie (aleja 43, grób 107).

## Odznaczenia i nagrody
- Medal 10-lecia Polski Ludowej[16].
- Medal im. Ludwika Waryńskiego (1988)[17]
- Nagroda „Trybuny Ludu” (1977)[18]
- Nagroda „Trybuny Ludu” (zespołowa) dla kolegium Archiwum Ruchu Robotniczego (1983)[19]

## Publikacje
- Początki rewolucji socjalistycznej w Polsce, Warszawa 1977.
- Ruch robotniczy na ziemi rzeszowskiej 1918–1975, Warszawa 1980.
- Lata decydujących przemian (szkice z historii Polski Ludowej 1944-1959), Warszawa 1980.
- Polityczne dylematy Władysława Gomułki [wraz Eleonorą Syzdek], Warszawa 1985.
- Zanim zostanie zapomniany [biografia Józefa Cyrankiewicza, napisana wraz z Eleonorą Syzdek], Warszawa 1996.